# جورج موراي (عالم نبات)
جورج موراي (بالإنجليزية: George Murray)‏ (و. 1858 – 1911 م) هو عالم نبات، وعالم أحياء بحرية إسكتلندي، كان عضوًا في الجمعية الملكية، توفي عن عمر يناهز 53 عاماً.

## التعليم
تعلم في جامعة إدنبرة.

## جوائز
حصل على جوائز منها:
- قائد الفنون والآداب (17 يناير 2013)[4]
- جائزة المنافسة العامة  [لغات أخرى]‏ (1946)